# Kurt Eggers
Adolf Ludwig Kurt Eggers, född 10 november 1905 i Berlin, död 12 augusti 1943 i närheten av Belgorod, var en tysk diktare och SS-Obersturmführer. Under andra världskriget tjänstgjorde han som soldat och krigskorrespondent.

## Biografi
Eggers ingick i frikåren Schwarze Schar som bland annat deltog i slaget vid Annaberg i Schlesien i maj 1921. Vid mitten av 1920-talet studerade han sanskrit, arkeologi, filosofi och teologi vid universiteten i Rostock, Berlin och Göttingen. Han intresserades sig särskilt för reformationen och Ulrich von Hutten. Efter att ha avlagt sin teologiska examen tjänstgjorde Eggers som präst i Neustrelitz, men kom tämligen snart i konflikt med de kyrkliga myndigheterna och lämnade kyrkan.
Efter Adolf Hitlers utnämning till Tysklands rikskansler 1933 bekläddes Eggers med flera partiämbeten samtidigt som han fortsatte att publicera pjäser, radiodramer, marschsånger, dikter med mera. Hans diktning användes vid olika nazistiska ceremonier. Under en period var han sändningsledare för Leipziger Rundfunks och senare ceremonimästare vid Centralbyrån för ras och bosättning (RuSHA). I samband med Tysklands Polenfälttåg 1939 ingick han i ett pansarkompani, men återvände snart till skrivandet. Han var redaktör på tidningen Das Schwarze Korps och krigskorrespondent.
I oktober 1942 anslöt sig Eggers till 5. SS-Panzer-Division Wiking och deltog i den tyska evakueringen av Kaukasus 1942/1943. I slutet av 1943 ingick Eggers ånyo i 5. SS-Panzer-Division Wiking. Han stupade i närheten av Belgorod i samband med att tyskarna försökte hejda den framryckande Röda armén.
Kurt Eggers var gift två gånger. Han gifte sig med Gerda Boldt den 31 augusti 1931; paret skilde sig den 17 februari 1933. Den 29 april samma år gifte han om sig med Traute Kaiser; paret fick fyra barn.

## Skrifter i urval
- Hutten, Roman eines Deutschen
- Annaberg
- Job der Deutsche
- Herz im Osten, der Roman Litaipes des Dichters
- Vom mutigen Leben und tapferen Sterben
- Die Geburt des Jahrtausends
- Von der Freiheit des Krieges
- 1000 Jahre Kakeldütt
- Der Tanz aus der Reihe
- Vater aller Dinge
- Der Scheiterhaufen
- Die Feindschaft
- Der deutsche Dämon
- Von der Heimat und ihren Frauen
- Rom gegen Reich
- Der Berg der Rebellen

## Befordringar
Allgemeine-SS
- SS-Rottenführer: 9 november 1935
- SS-Unterscharführer: 30 januari 1936
- SS-Untersturmführer: 13 augusti 1936
- SS-Obersturmführer: 30 januari 1939

Waffen-SS
- SS-Oberscharführer: 17 oktober 1942
- SS-Untersturmführer: 12 maj 1943
- SS-Obersturmführer: 16 september 1943 (postum befordran)

## Utmärkelser
- Järnkorset av andra klassen
- Såradmärket i svart
- Schlesiska örnens orden av andra klassen
- Schlesiska örnens orden av första klassen
- Krigsförtjänstkorset av andra klassen
- Pansarstridsmärket i silver
- Tyska riksidrottsutmärkelsen i silver
- SS-Zivilabzeichen